# Secretaria da Fazenda do Estado do Rio Grande do Sul
A secretaria estadual da fazenda do Estado do Rio Grande do Sul é responsável pela parte de finanças.
A lei de responsabilidade fiscal obriga a secretaria estadual da fazenda do Rio Grande do Sul a divulgar os dados referentes a seu orçamento de uma maneira padronizada e facilmente compreensível. Os dados do orçamento deste estado de 2008 mostram que ele se encontra com grandes problemas, já que gasta uma parcela ínfima do orçamento em investimentos. O que ocorre é que o estado do Rio Grande do Sul possuí uma das maiores dívidas dentre os estados do Brasil, o que compromete o dinheiro que seria destinado a investimentos. Além disso este estado também possuí grandes custos de custeio.

## Execução orçamentaria ano a ano[1]

### Despesas
| Destino                  | 2008 (R$ bilhões) | 2008 (%) | 2007 (R$ bilhões) | 2007 (%) |
| ------------------------ | ----------------- | -------- | ----------------- | -------- |
| Pessoal e Encargos       | 10,99             | 46,7%    | 10,82             | -        |
| Juros da Dívida          | 0,27              | 1,1%     | 0,27              | -        |
| Transferências e Custeio | 8,13              | 34,6%    | 7,01              | -        |
| Investimentos            | 0,31              | 1,3%     | 0,26              | -        |
| Inversões Financeiras    | 0,07              | 0,3%     | 0,03              | -        |
| Amortizações da Dívida   | 2,92              | 12,4%    | 1,56              | -        |
| Despesa Total            | 23,51             | -        | 18,1              | -        |